# Tipo 81
O Type 81 (em chinês:  81式自动步枪; literalmente; "Fuzil Automático Tipo 81") é um fuzil de assalto de 7,62×39mm, de fogo seletivo e operado a gás, de projeto chinês, baseado nas ações do Kalashnikov e do SKS adotados pelo Exército de Libertação Popular (ELP) e está em serviço desde meados da década de 1980.
É uma família de armas leves que consiste no Type 81, no Type 81-1 e na metralhadora leve Type 81.

## História
A primeira tentativa do ELP de substituir sua antiga carabina Type 56 (SKS chinês produzido sob licença) e seu fuzil de assalto Type 56 (AK-47 chinês produzido sob licença) foi o fuzil de assalto Type 63. Esta arma, no entanto, terminou em fracasso devido a uma variedade de problemas, resultando na mudança para as armas que pretendia substituir. O início dos conflitos fronteiriços sino-vietnamitas mostrou ao ELP que os seus Type 56 não eram tão eficazes como pensavam, fazendo com que o seu programa de desenvolvimento de armas leves voltasse à vida.
A arma foi introduzida no serviço do ELP em 1981, mas não foi amplamente distribuída até o final da década de 1980. Substituiu a carabina Type 56 e o fuzil de assalto Type 56, tendo sucesso onde o Type 63 falhou. Seu primeiro uso em combate ocorreu durante a última parte dos conflitos fronteiriços sino-vietnamitas em meados da década de 1980. O ELP substituiu a maior parte de seus Type 81 pelas séries de armas Type 95 ou Type 03, embora ainda esteja em serviço nas reservas e na polícia armada.
Uma versão melhorada é usada pelo Exército de Bangladesh sob a designação BD-08.

## Variantes

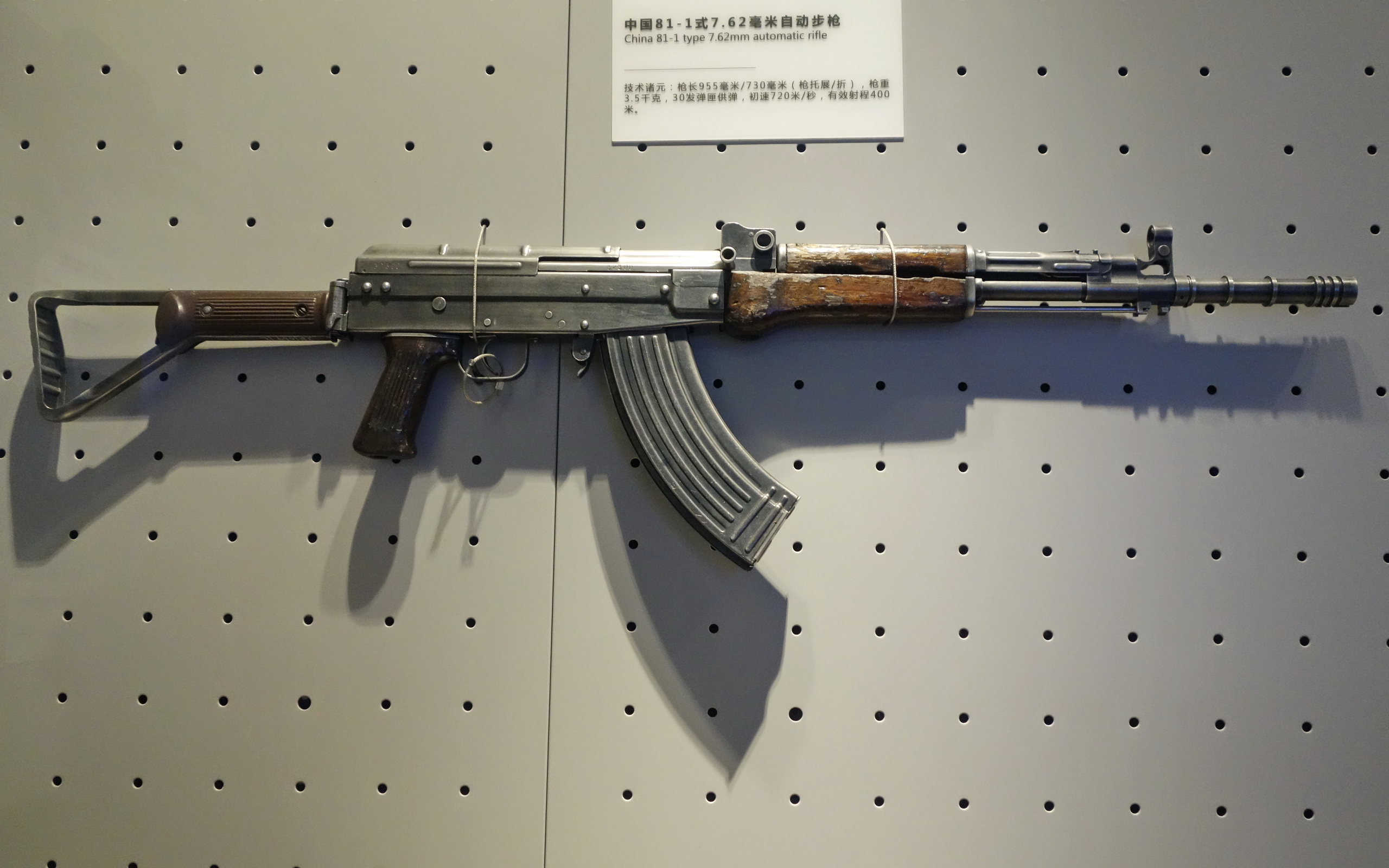
Fuzil Type 81-1 com coronha dobrável lateralmente

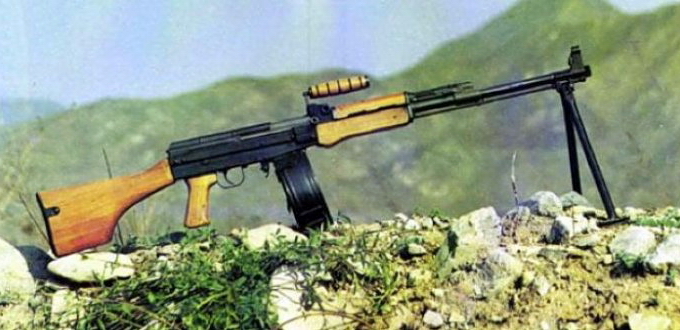
Metralhadora leve Type-81

- Type 81: Fuzil 7,62×39mm com coronha fixa de madeira.[7] 400.000 foram produzidos antes de ser substituído pelo Type 81-1.[1]
- Type 81-1: Fuzil 7,62×39mm com uma coronha dobrável.[7] Originalmente destinado ao uso de pára-quedistas, o Type 81-1 substituiu o Type 81 com coronha fixa de madeira como o fuzil padrão para o ELP.[1][8]
- Type 81 LMG: Metralhadora 7,62×39mm[1] semelhante à RPK. Devido à remoção da ponta desnecessária para granada, o posto de massa de mira foi realocado para a boca do cano, proporcionando um raio de visão maior, aumentando assim a precisão.
- Type 87: Serviu como plataforma de desenvolvimento para a próxima geração de armas leves do ELP, sendo usada como banco de testes para a então nova munição 5,8×42mm DBP87.[8] O fuzil possui guarda-mão e punho de plástico e coronha dobrável em forma de L.[8] Nunca entrou em produção em larga escala e logo foi substituído pelo Type 87A.[1] O projeto foi finalizado em 1987.[9]
  - Type 87A/QBZ87: Protótipo de fuzil de assalto projetado do final de 1987 a 1989 como uma reforma do Type 87 em antecipação ao desfile do Dia Nacional de 1989, conhecido como "Projeto 8910".[10] O fuzil possui um guarda-mão de polímero de duas peças com ventilação aprimorada, carregadores de polímero e punho de pistola de polímero. A produção limitada começou na primavera de 1989. Nunca entrou em produção em grande escala, mas está em serviço nas forças especiais do ELP.
  - Type 87 LMG/QJB87: Protótipo de metralhadora leve baseada no projeto Type 87.[10]
- Type 81 Tactical: Pacote de atualização tática não oficial usado pela PAP com trilhos picatinny.[11]
- NAR-10: Fuzil de batalha 7,62×51mm comercializado pela Norinco em 2014, com NAR significando "Norinco Assault Rifle".[12] A mais nova atualização tática com modificações, como trilhos táticos, punho frontal, montagens adicionais, etc.[12]
  - CS/LR-14: Designação de exportação para o NAR-10.[13]
- Type 81A: Variante atualizada com nova coronha e trilhos Picatinny mostrados no Zhuhai Airshow 2018.
- T81S: Modelo inicial de coronha fixa somente semiautomático destinado ao mercado (civil) dos EUA.[2] Apenas 20 foram importados em janeiro de 1989, antes de novas importações serem bloqueadas por ordem executiva. Recursos militares, como a ponta do lançador de granadas e os reténs de baioneta, foram removidos. A trava de segurança de botão rotativo foi substituída por uma trava de segurança tipo bandeira no guarda-mato, semelhante ao SKS.[14]
  - T81S-1: Modelo semelhante, mas apresenta uma coronha dobrável lateralmente encontrada no Type 81-1.[14]
  - T81S-2: Modelo semelhante, mas apresenta uma coronha dobrável para baixo encontrada no fuzil de assalto Type 56-1.[14]
- EM355: Variante 5,56×45mm do T81S, destinada ao mercado (civil) dos EUA.[8] Apenas três protótipos de sala de ferramentas foram concluídos e importados para a mostra SHOT de 1989 antes que a importação fosse proibida junto com o T81S por ordem executiva.[15] Nenhum carregador foi feito para eles, então carregadores modificados do AK de 5,56×45mm devem ser usados.[15]
  - EM356: Modelo semelhante, mas apresenta uma coronha dobrável lateralmente encontrada no Type 81-1.[14]
  - EM3511: Modelo semelhante, mas apresenta uma coronha dobrável para baixo encontrada no fuzil de assalto Type 56-1.[14]

- Norinco M313: Variante semiautomática da Type 81 LMG, destinada ao mercado (civil) dos EUA. Apenas uma pequena quantidade foi importada antes da importação ser proibida junto com o T81S e o EM355.[16] Fabricado pela Fábrica Estatal Nº 356 (Kunming Southwest Instrument Factory, 昆明西南仪器厂) e carimbado Norinco M313.[17]
  - Norinco M313A: Modelo de caça de ação por ferrolho de tração direta baseado no M313. Apresenta mira de ferro simplificada e coronha de peça única com orifício para o polegar e apoio para bochecha elevado. O lançamento de 180 graus do modo seguro para fogo foi alterado para 90 graus para facilitar o rápido desengate de segurança durante a caça. A interface do alojamento do carregador foi modificada para aceitar um carregador padrão AK de 5 ou 8 cartuchos em vez do carregador padrão do Type 81.[17]
  - Norinco M313B: Modelo de caça semiautomático baseado no M313. Apresenta uma coronha de peça única, mas mantém a mira da LMG e o guarda-mão superior. O lançamento de 180 graus do modo seguro para fogo foi alterado para 90 graus. A interface do alojamento do carregador foi modificada para aceitar um carregador padrão AK de 5 ou 8 cartuchos em vez do carregador padrão do Type 81.[17]

- T81SA: Variante semiautomática em 7,62×39mm, à venda no Canadá pela Tactical Imports e fabricada pela Jianshe Industries (Group) Corporation, antiga Fábrica Estatal Nº 296. O comprimento do cano foi estendido para 475 mm para cumprir os regulamentos canadenses sobre armas de fogo, a fim de obter uma classificação não restrita. Como resultado, um segmento extra de anel de gás foi adicionado à manga da granada, tornando-a incompatível com uma baioneta do Type 81 normal, a menos que seja modificada.[18]
  - T81-1SA: Modelo semelhante, mas apresenta uma coronha dobrável lateralmente encontrada no Type 81-1. Oficialmente carimbado como T81SA.
  - T81SA LMG: Variante semiautomática da Type 81 LMG com cano de 520 mm, semelhante ao Norinco M313. Oficialmente carimbado como T81SA, mas comercializado como T81LMG no Canadá.
  - Type 81SR: Variante semiautomática, um projeto comercial vendido apenas no Canadá até o momento, com o mesmo perfil pesado, cano de 20,5" e massa de mira da Type 81 LMG, coronha estilo SVD e peso de puxar o gatilho mais leve.[19] Oficialmente carimbado como T81SA, mas comercializado como T81SR no Canadá.
  - Type 81M: Semelhante ao T81SA, mas apresentando o mesmo cano de perfil pesado e massa de mira da Type 81 LMG, encurtado para 475 mm. O guarda-mão inferior apresenta uma ranhura adicional para os dedos e a barra transversal na alça de mira foi removida. Um projeto comercial vendido apenas no Canadá até o momento. Oficialmente carimbado como T81SA.[20]
  - Type 81M Underfolder: Type 81M com coronha dobrável para baixo encontrada no fuzil de assalto Type 56-1. Oficialmente carimbado como T81SA.[21]

### Variantes estrangeiras
Bangladesh

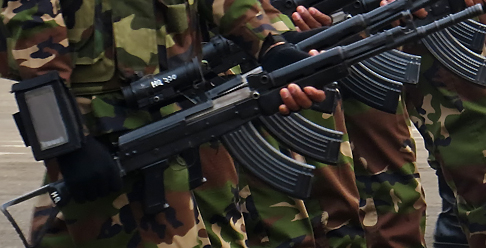
Fuzil de assalto BD-08 com mira de colimador

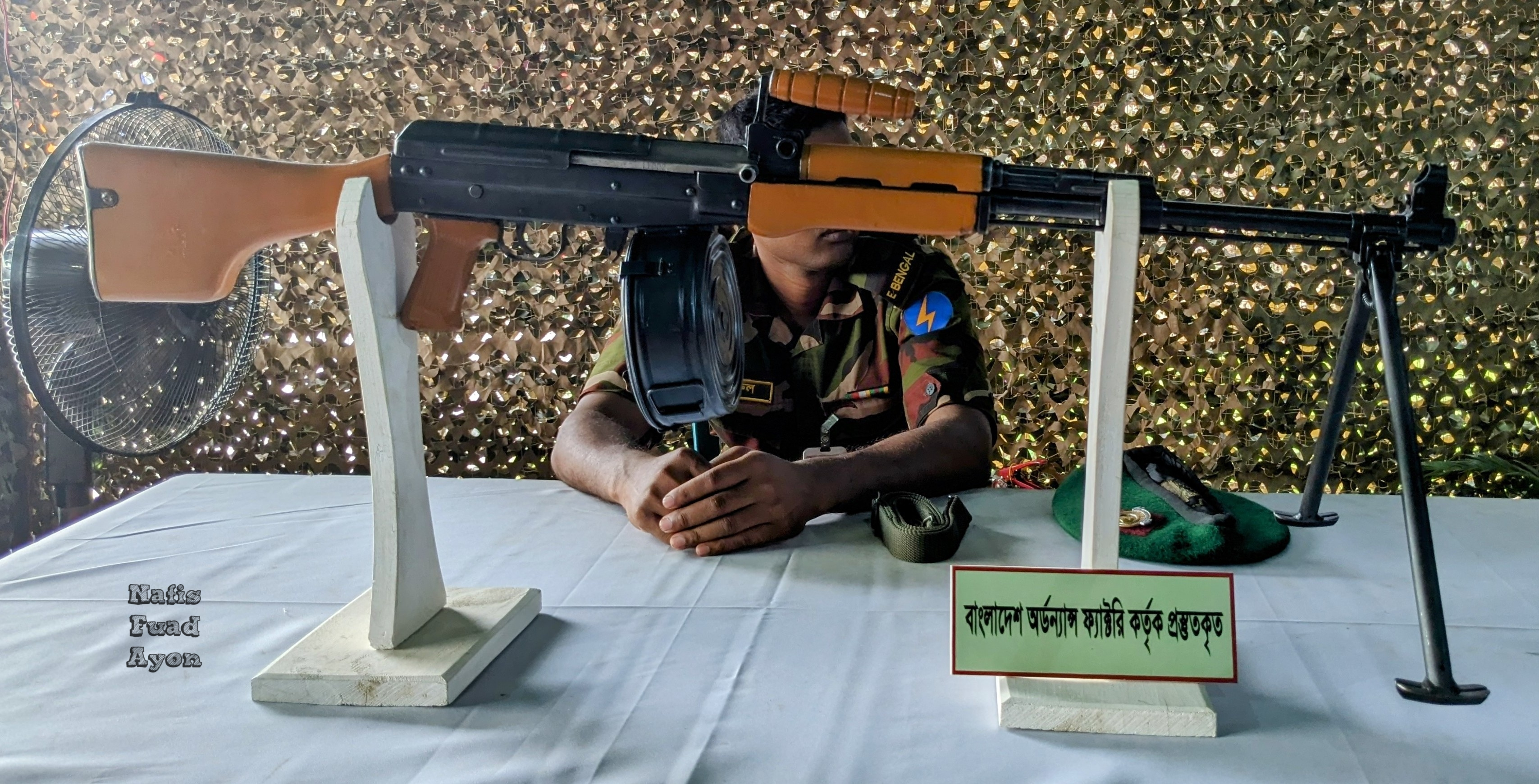
Metralhadora leve BD-15 do Exército de Bangladesh

- BD-08/BD-15: O fuzil de assalto BD-08 e a metralhadora leve BD-15 foram fabricados sob licença pela Bangladesh Ordnance Factories desde 2008.[22][23] A BOF produz mais de 10.000 fuzis BD-08 por ano.[6] Tem menos recuo que o Type 81 padrão.[24] É o fuzil de assalto padrão do Exército de Bangladesh.[25]

 Myanmar
- Exército pela Independência Kachin produziu variantes do Type 81 apelidadas de M23.[26][27] Utiliza guarda-mão de polímero com uma estampa do Sol. Não se sabe muito sobre os detalhes de sua fabricação devido às suas origens clandestinas. Relata-se que às vezes sofre de problemas de confiabilidade.[26]
  - Kachin K09: Vem com polímero preto/ameixa.
  - Kachin K010: Vem com polímero verde.
  - Kachin K011: Variante dedicada do lança-granadas de bocal nacional de 45 mm.
- Type 81 fabricados pelo Exército Unido do Estado Wa.[28]

## Operadores

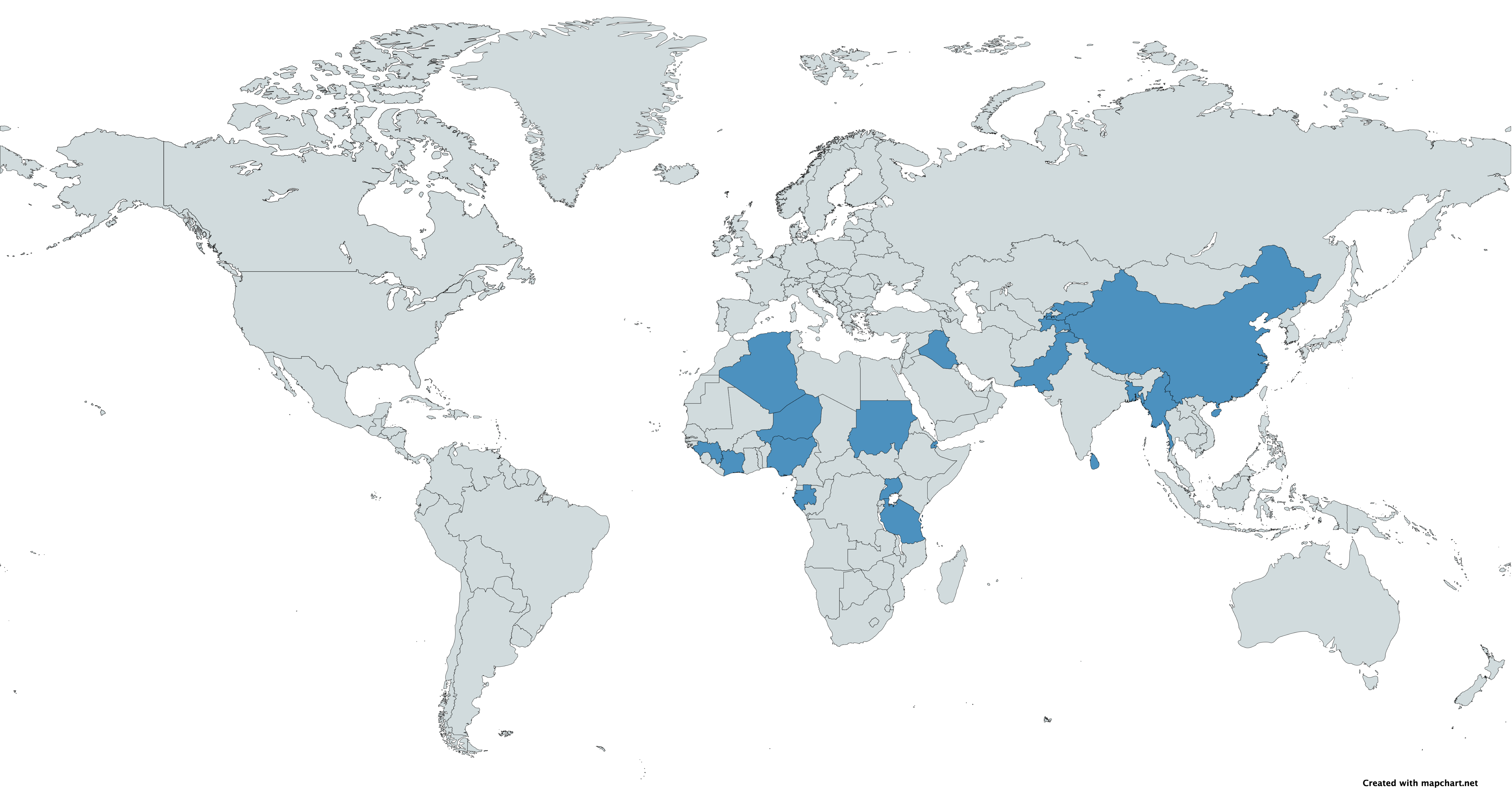
Um mapa com operadores do fuzil de assalto Type 81 em azul

- Bangladesh: O fuzil de assalto BD-08 e a metralhadora leve BD-15. BD-08 é o atual fuzil de serviço do Exército de Bangladesh.
- China: O Tipo 81 ainda é usado por unidades de segunda linha.[29]
- Gabão[30]
- Guiné: Usado pelo Exército e Marinha Guineense[31]
- Iraque: Usado pela polícia iraquiana.[32][33]
- Costa do Marfim[34]
- Quirguistão[35]
- Myanmar[36]
- Níger[37] - As Forças Armadas do Níger também usam metralhadoras Type 81.[38]
- Nigéria: Produzido sob licença pela Defense Industries Corporation of Nigeria[39]
- Paquistão[40]
- Sri Lanka[41]
- Sudão[42]
- Síria: Usado pelo Exército Árabe Sírio, capturado dos rebeldes.[43]
- Tajiquistão: Equipado com Type 81 desde 2014.[44][33]
- Uganda[45]

### Non-state actors

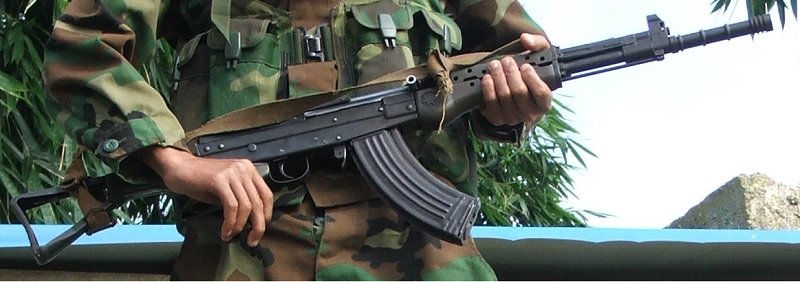
Variante do fuzil de assalto Type 81 fabricado pelo Exército pela Independência Kachin no estado de Kachin, Myanmar.

- Estado Islâmico do Iraque e do Levante[46][47]
- Exército pela Independência Kachin[33][48]
- Exército de Resistência do Senhor[45]
- Tigres Tâmeis[31]
- Exército Unido do Estado Wa[49]
- Frente Unida de Libertação de Asom: Identificado erroneamente na época como AK 81.[50]
- Frente Unida de Libertação Nacional[51]
- Força de Defesa do Povo de Mianmar[52]